# 앤디 카우프만

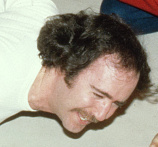

앤디 카우프먼(Andy Kaufman, 1949년 1월 17일 ~ 1984년 5월 16일)은 미국의 희극인, 프로 레슬링 선수, 배우, 각본가, 가수, 작가, 영화 제작자, 무용가이다.
뉴욕에서 태어났으며 웨스트할리우드에서 사망하였다. 사인은 폐암이다.

## 출연 작품

### 영화
- 신이 내게 말하길 (1976)
- Heartbeeps (1981)
- 더 텐 (2007)

### 텔레비전
- 새터데이 나이트 라이브 (1975-83)